# Valor de verdade
Na lógica e na matemática, um valor de verdade, também chamado de valor veritativo ou valor verdade, é um valor que indica o grau de verdade de uma proposição, dependendo da interpretação. Este valor pode ser verdadeiro ou falso.

## Lógica clássica
Na lógica clássica, na sua semântica, os valores verdade são: verdadeiro (1 ou T) e falso (0 ou ⊥). Isto é, a lógica clássica é uma lógica bi-valorada. Esse conjunto de valores também é chamado de domínio booleano. A semântica correspondente da lógica de conectivos são funções verdade, nas quais os valores são expressos na forma de tabelas verdade. Conectivo lógico bicondicional se torna a relação de equivalência binária, e a negação se torna uma bijeção que permuta verdadeiro em falso, e falso em verdadeiro. Conjunção e disjunção são opostos com respeito à negação, as quais são expressas nas leis de De Morgan:

¬(p∧q) ⇔ ¬p ∨ ¬q
¬(p∨q) ⇔ ¬p ∧ ¬q

Variáveis proposicionais se tornam variáveis no domínio booleano. Assumir valores para as variáveis proposicionais é considerada uma valoração.

## Intuicionismo e lógica construtivista
Na lógica intuicionista, e de forma mais geral, na matemática construtivista, as declarações (sentenças) têm valor de verdade somente se elas dispuserem de uma prova construtiva. Inicia-se com um conjunto de axiomas, e a sentença é verdadeira se for possível provar que a sentença veio desses axiomas. A sentença é falsa se você podefor possível deduzir uma contradição a partir dela. Isso deixa em aberto a possibilidade de sentenças que não receberam ainda um valor de verdade.
A sentenças não provadas na lógica intuicionista não se associa um valor intermediário para valor verdade (como se costuma dizer, erroneamente). Entretanto, é possível provar que elas não possuem um terceiro valor verdade. De fato, pode-se provar que ela não tem um terceiro valor verdade, um resultado que remonta a 1928,  devido a Glivenko.
Do contrário, as sentenças simplesmente permaneceriam com um valor verdade desconhecido até que alguma fosse provada, ou desprovada.
Existem várias formas de interpretar a lógica intuicionista, incluindo a interpretação de Brouwer–Heyting–Kolmogorov (veja também, semântica da Lógica Intuicionista).

## Exemplos
As sentenças abaixo são verdadeiras ou falsas, a depender da interpretação dada a cada uma delas (quem é Jackson? o que é lógica? o que significa gostar? etc.).
```
“Jackson gosta de lógica”
“1 mais 2 é igual a 12”
“Todos os alunos de computação são doidos”
```

Quando argumentamos, isto é, quando construímos uma demonstração, nós o fazemos numa linguagem. Se a linguagem está formalizada, os argumentos também podem ser formalizados, utilizando-se, assim, uma linguagem lógica formal, e não uma lógica especulativa ou informal.
A lógica proposicional clássica é um dos exemplos mais simples de lógica formal. Essa lógica leva em conta somente os valores de verdade (verdadeiro ou falso) e a forma das proposições.
O argumento - objeto de estudo da lógica clássica - é uma entidade composta de entidades mais simples chamadas proposições, isto é, frases que são declarativas e cujos únicos valores de verdade possíveis  são verdadeiro ou falso. Entretanto, em lógica multivalorada, outros valores são possíveis. Na lógica difusa, que usa mais valores de verdade do que simplesmente verdade ou falsidade.
Considere a proposição abaixo:
```
“Em Natal faz muito calor”
```

Esta frase é uma proposição no sentido de que ela é uma asserção declarativa, ou seja, aﬁrma ou nega um fato, e tem um valor de verdade, que pode ser verdadeiro ou falso. Neste caso, o valor de verdade vai depender de vários fatores, como o local sobre o qual se está falando e de quem está avaliando. Ou seja, valor de verdade de uma proposição não é um conceito absoluto, mas depende de um contexto interpretativo.
Os valores de verdade de uma proposição podem ser mostrados usando zero ou um:
- Verdade = 1
- Falso = 0

## Semântica Algébrica
Na álgebra, o conjunto {verdadeiro, falso} forma  uma álgebra booleana com dois elementos. Esta é importante na sua teoria geral, pois uma equação envolvendo diversas variáveis é verdadeira se, e somente se, é verdadeira na álgebra booleana de dois elementos. Outros tipos de álgebra podem ser usadas como conjuntos de valores de verdade em lógicas não-clássicas, por exemplo, a lógica intuicionista usa álgebras de Heyting.

## Lógica multivalorada
Lógica multivalorada (ex.: lógica fuzzy e lógica de relevância)  permite mais de dois valores verdade, possivelmente contendo alguma estrutura interna. Por exemplo, no intervalo unitário {\displaystyle [0,1]} essa estrutura é uma ordem total; isso pode ser expresso como a existência de vários graus de verdade.